# Maté Rabinovsky
Maté Rabinovsky est un réalisateur français né le 11 janvier 1934 à Budapest et mort le 23 janvier 2023 à Ermont.

## Filmographie

### Cinéma
- 1972 : Galaxie

### Télévision
- 1981 : Jenufa
- 1981 : Les Troyens
- 1996 : Ciboulette
- 1992 : Montezuma
- 1998 : Didon et Enée

## Publications
- Le Montage virtuel, INA, 1991
- Le Réalisateur, préface de Claude Santelli, Anthropos/INA, 1996